# Hélder Bataglia
Hélder José Bataglia dos Santos ComIH (Seixal, Seixal, 25 de Janeiro de 1947) é um empresário luso-angolano, e envolvido em negócios como desenvolvimento e gestão de projectos de investimento e financiamento em África, nomeadamente em Angola, Congo-Brazzaville, Congo-Kinshasa, África do Sul e Moçambique.
Hélder Bataglia é fundador e presidente do Grupo Escom.

## Biografia
Em 1949 Hélder Bataglia parte com a sua mãe para Angola. Foi ao encontro do pai, que partira de Vieira de Leiria para Angola, onde chegaria a dirigir uma empresa alemã de produção de farinha de peixe, na província de Benguela.
Criado no município da Baía Farta, Bataglia frequentou a instrução primária numa escola local. Com dez anos deixou a casa de família, para prosseguir os estudos em Benguela e, mais tarde, no Instituto Industrial de Nova Lisboa, Planalto Central. Aí iniciou um curso de engenheiro técnico de máquinas, que abandonou antes de começar o segundo ano, para ingressar no Exército Português.
Feita a recruta, em 1969, foi colocado, com a patente de furriel miliciano, em Maiombe, uma das mais densas florestas do mundo. Chefiava um pelotão de artilharia onde só havia mais um branco, além dele. Os ataques dos guerrilheiros do MPLA eram constantes e, pelo meio, havia surtos mortíferos de paludismo.
Finda a tropa, em 1972 decide lançar um negócio. Em Benguela convenceu alguns investidores a acreditar nele, arranjou um financiamento do Instituto de Investigação às Pescas e comprou o edifício da sua antiga escola primária para montar uma empresa de secagem de peixe com uma tecnologia nova.
Entretanto, casou-se com Luísa Gago da Silva, filha de um empresário português de passagem por Angola, e em 1973 já era pai de uma menina.
Em 1975, proclamada a independência de Angola, e pouco antes do desencadeamento da Guerra Civil, muda-se para Lisboa. Despojado de bens, Bataglia recompõe a vida como intermediário de empresas do norte do país (União Industrial de Cesar e Aliança) no Médio Oriente, em particular o Kuwait, Irão e a Argélia.
Em 1980 conhece no Egito a sua segunda esposa, Simonetta, filha de um próspero empresário italiano, ligado ao ramo da construção e infraestruturas. Em 1985 parte para a ex-URSS, onde participa na construção de quatro fábricas de peles e de sapatos. Este projeto foi encomendado pelo governo soviético à Itália.
Em 1991 regressa a Portugal. No ano seguinte, o Grupo Espírito Santo (GES) encarrega-o de criar a Escom, grupo de comércio e investimento de apoio ao desenvolvimento dos negócios do GES em Angola. Em 2004 desempenha um papel na aproximação entre a China e Angola ao facilitar o contacto entre ambos países através da filial da Escom, a China Beya Escom International Limited e a Sonangol, empresa pública angolana de produção petrolífera. Em 1995, Hélder Bataglia estabelece a ONG, que actua em Moçambique e Angola no domínio da educação. Um das suas primeiras acções humanitárias foi o apoio à abertura de um orfanato em Angola.
A 8 de junho de 2007 é feito Comendador da Ordem do Infante D. Henrique pelo seu papel nas relações entre Angola e Portugal. Foi também condecorado com um grau da Ordem do Mérito Empresarial pelo Presidente da República do Congo. Em 2012, publica um livro em inglês, "Portrait of a New Angola", com fotografias de Francesca Galliani e Walter Fernandes, na Editorial Skira e uma tiragem de 5.000 exemplares.

## Controvérsias
Em 2004, a Escom apoia a empresa German Submarine Consortium (GSG) na definição das contrapartidas na venda de dois submarinos a Portugal. O sucesso da transação rende à Escom 2,5% do preço de venda, ou seja 25 milhões de euros. O gabinete do procurador português, considerando a comissão elevada, ordena um inquérito para verificar que nenhuma personalidade política implicada na negociação obteve lucro pessoal. Hélder Bataglia foi ouvida várias vezes. A última audiência, realizada em 25 de agosto de 2014, pôs fim a dez anos de investigação, ficando Hélder Bataglia ilibado de qualquer responsabilidade no caso.
Como acionista do empreendimento de Vale do Lobo, no Algarve, Helder Bataglia tem estado sob suspeita e investigação do Ministério Público por causa da Escom (submarinos), a Akoya e agora Vale do Lobo.
Em 2017 foi constituído arguido no âmbito da Operação Marquês.